# Betsy Warrior
Betsy Warrior, född 1940, är en amerikansk feminist och författare.
Warriör har varit verksam inom kvinnorörelsen sedan 1968, då hon började  medverka i Journal of Female Liberation. Hon var främst intresserad av kvinnligt självförsvar och att identifiera obetalt hushållsarbete som en central del av det ekonomiska kvinnoförtrycket. År 1975 arbetade hon tillsammans med Chris Womendez för att organisera den första kvinnojouren i New England. Från 1976 redigerade och utgav hon den årliga Battered Women's Directory i syfte att sprida information om var misshandlade kvinnor kan få hjälp i USA och andra länder.